# ماكس مكدونالد
ماكس مكدونالد (بالإنجليزية: Max McDonald)‏ هو سياسي أسترالي، ولد في 18 أبريل 1927. حزبياً، نشط في حزب العمال الأسترالي. وقد انتخب عضو الجمعية التشريعية فيكتوريا.